# Limaçon de Pascal
Pour les articles homonymes, voir Pascal.

Le limaçon est une épitrochoïde, c'est-à-dire une trochoïde avec un cercle pour base du mouvement.
La courbe a pour équation complexe où est le rayon des deux cercles et la distance séparant le point mobile du centre du cercle mobile.

Le limaçon de Pascal est une courbe plane fermée présentant éventuellement un point double, obtenue en traçant le mouvement décrit par un point d'un disque roulant (sans glisser) sur un cercle. La cardioïde en est un cas particulier : le point double dégénère alors un rebroussement de première espèce. Le limaçon trisecteur est un second cas particulier (à ne pas confondre avec la trisectrice de Maclaurin)
Les limaçons de Pascal sont aussi les podaires d'un cercle par rapport à un point quelconque.

## Équations
Le limaçon a pour équation en coordonnées polaires :
{\displaystyle r=a+b\cos \theta ~}
Pour cette équation, le cercle porteur a pour rayon a/2 et pour centre le point de coordonnées polaires (b/2;0). Le point mobile est à une distance b/2 du centre du cercle mobile.
Elle a pour équation complexe:
{\displaystyle z={\frac {b}{2}}+a\mathrm {e} ^{i\theta }+{\frac {b}{2}}\mathrm {e} ^{2i\theta }}
Le point {\displaystyle B(b/2,)} est le foyer singulier du limaçon, intersection des asymptotes complexes.
En coordonnées cartésiennes, l'équation devient, :
{\displaystyle (x^{2}+y^{2})^{2}-(a^{2}+2bx)(x^{2}+y^{2})+b^{2}x^{2}=0.~}
C'est donc une quartique rationnelle, c'est-à-dire une courbe algébrique de degré 4 .
En tant que quartique unicursale, elle possède une paramétrisation rationnelle:
{\displaystyle \left\{{\begin{aligned}x(t)&=(1-t^{2}){\frac {a+b+(a-b)t^{2}}{(1+t^{2})^{2}}}\\y(t)&=2t{\frac {a+b+(a-b)t^{2}}{(1+t^{2})^{2}}}\end{aligned}}\right.,\,t\in ]-\infty ;+\infty ]}

## Histoire

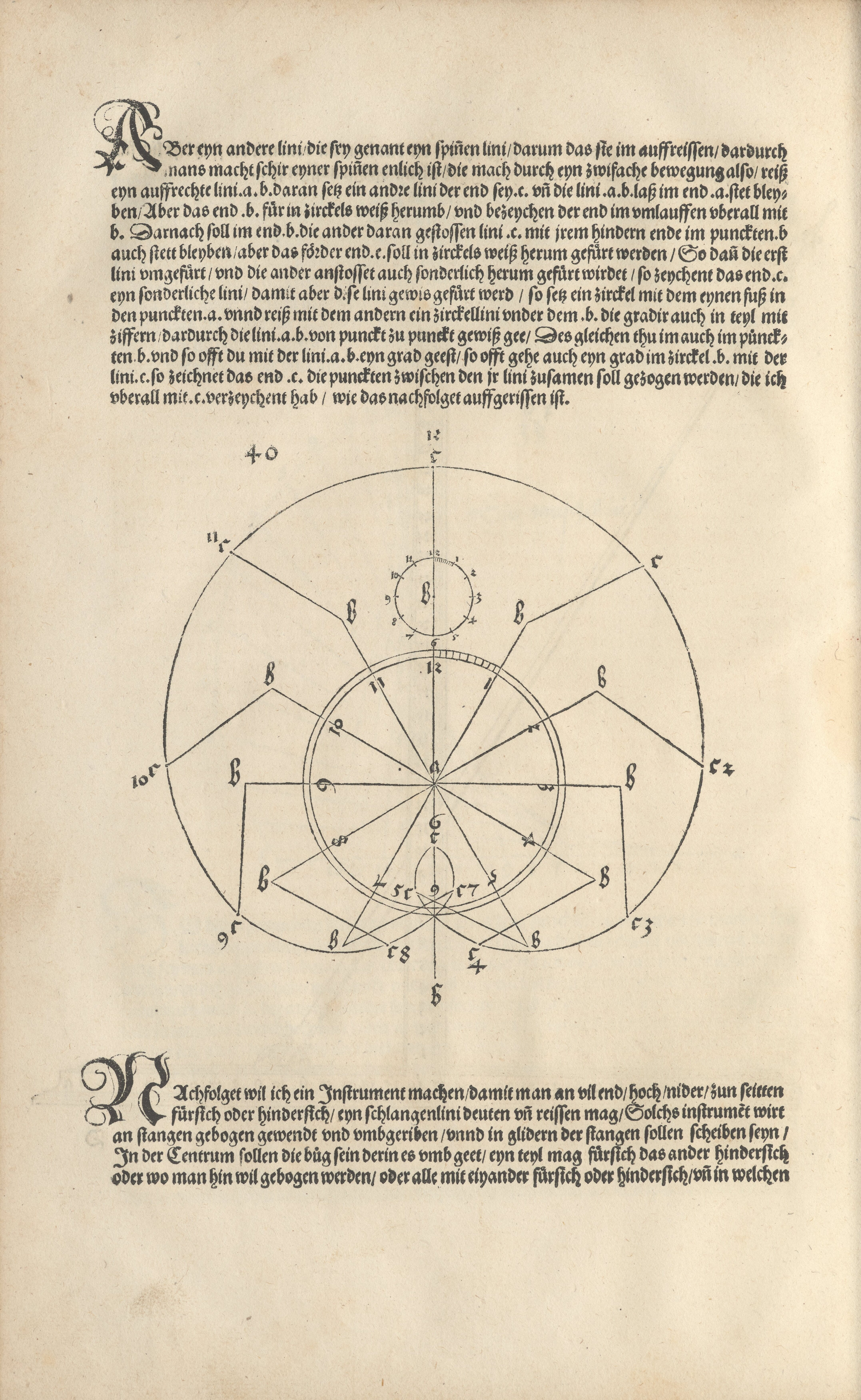
Planche 40 de Underweysung des Messung de Dürer (1538) - Limaçon à point double construit comme une épitrochoïde.

La courbe est étudiée par Gilles Personne de Roberval vers 1640-1650, dans son Observations sur la composition des mouvements et le moyen de trouver les touchantes des lignes courbes où il en construit les tangentes, puis dans son Traité des indivisibles quand il en calcule l'aire inscrite. Il la mentionne sous le nom de «Limaçon de M. Paschal», en référence à  Étienne Pascal, père de Blaise Pascal.
L'intérêt des Pascal pour les roulettes est bien documenté. Le limaçon, qui en est une généralisation, a été proposé vers  1630 comme sujet d'étude par Étienne Pascal, père de Blaise Pascal, au père Mersenne[réf. nécessaire]. Étienne Pascal l'utilise dans le cas de la trisection de l'angle et il est probable que ce  soit la motivation de sa construction.
Cependant l'étude de cette courbe est probablement antérieure puisqu'on la trouve déjà chez Dürer dans son Underweysung der Messung  (Instructions pour la mesure à la règle et au compas) dont la première publication date de 1525. Dürer en indique le tracé avec des outils de dessin et lui donne le nom de ligne araignée (en allemand,  Spinnen Lini , et en latin aranei linea).

## Allure générale
Selon les valeurs de b/a, l'allure de la courbe change :
- si b/a < 1, le limaçon est dit elliptique, c'est l'inverse d'une ellipse par rapport à un de ses foyers. La forme ressemble à un cercle déformé pour b/a<1/2, pour b/a=1/2, la courbe possède un méplat et pour  1/2 < b/a < 1, la courbe ressemble à un haricot;
- si b/a = 1 la courbe est une cardioïde;
- si b/a > 1, le limaçon est dit hyperbolique, c'est l'inverse d'une hyperbole par rapport à un de ses foyers. La courbe possède une boucle. Le cas b/a = 2 conduit à une courbe trisectrice.

## Propriétés différentielles
L'équation de la tangente au point de coordonnées polaires {\displaystyle (\rho ;\theta )} est,
{\displaystyle (a\cos \theta +b\cos 2\theta )x+(a\sin \theta +b\sin 2\theta )y=\rho ^{2}.}
Le rayon de courbure est: 
{\displaystyle R={\frac {(b^{2}+2ab\cos \theta +a^{2})^{\frac {3}{2}}}{2b^{2}+3ab\cos \theta +a^{2}}}}
Pour {\displaystyle {\frac {a}{2}}<b<a} la courbe possède deux points d'inflexion, pour {\displaystyle \theta =\pm \arccos \left(-{\frac {2b^{2}+a^{2}}{3ab}}\right)} et {\displaystyle \rho ={\frac {2(a^{2}-b^{2})}{3a}}}.
Ces points deviennent des points d'ondulation si {\displaystyle b={\frac {a}{2}}}
Si {\displaystyle b\neq a}, la longueur d'un arc de limaçon entre {\displaystyle M(0)} et {\displaystyle M(\theta )} nécessite l'utilisation d'une intégrale elliptique de deuxième espèce:
{\displaystyle L(\theta )=2(a+b)\int _{0}^{\theta /2}{\sqrt {1-{\frac {4ab}{(a+b)^{2}}}\sin ^{2}\varphi }}\,\mathrm {d} \varphi .}
L'aire balayée par le vecteur {\displaystyle {\overrightarrow {OM}}(\theta )} pour {\displaystyle \theta } variant de 0 à  {\displaystyle \theta _{1}} est :
{\displaystyle A(\theta _{1})={\frac {2a^{2}+b^{2}}{4}}\theta _{1}+{\frac {b^{2}}{8}}\sin 2\theta _{1}+ab\sin \theta _{1}.}
En particulier, l'aire d'un limaçon sans boucle (cas où {\displaystyle b\leq a} est ,:
{\displaystyle A=\left(a^{2}+{\frac {b^{2}}{2}}\right)\pi .}

## Autres systèmes de construction

### Podaire
Le limaçon d'équation {\displaystyle r=a+b\cos \theta ~} est la podaire du cercle de centre {\displaystyle B(b;0)} et de rayon {\displaystyle a} par rapport à l'origine {\displaystyle O} du repère.
En effet dans l'image ci-dessous on considère le projeté de O sur la tangente au cercle en T. Les coordonnées polaires de {\displaystyle {\overrightarrow {HM}}={\overrightarrow {BT}}} sont {\displaystyle (a;\theta )} et celles de {\displaystyle {\overrightarrow {OH}}} sont {\displaystyle (b\cos \theta ;\theta )}. Celles de M sont donc {\displaystyle (a+b\cos \theta ;\theta )} pour {\displaystyle \theta } variant de 0 à {\displaystyle 2\pi }. Ce qui correspond à l'équation polaire du limaçon.

### Conchoïde
Ce même limaçon est la conchoïde du cercle de diamètre OB où B a pour coordonnées polaires {\displaystyle (b;0)}, de pôle O et de module {\displaystyle a}.
En effet par un raisonnement analogue au précédent, pour {\displaystyle \theta \in [-\pi /2,\pi /2]}, on a {\displaystyle M_{1}(a+b\cos \theta ;\theta )} et {\displaystyle M_{2}(b\cos \theta -a;\theta )}. Or le point {\displaystyle M_{2}} est confondu avec {\displaystyle N(a+b\cos(\theta +\pi );\theta +\pi )}. Le point {\displaystyle M_{1}} parcourt une première partie du limaçon, tandis que {\displaystyle M_{2}} en parcourt l'autre partie.

### Inverse de conique
L'équation polaire d'un conique par rapport à un de ses foyers et suivant l'axe focal est {\displaystyle \rho ={\frac {p}{1+e\cos(\theta )}}}.
Le limaçon d'équation polaire {\displaystyle r=a+b\cos \theta ~} est donc la courbe inverse de la conique de foyer O, de même axe principal, de paramètre {\displaystyle 1/a} et d’excentricité {\displaystyle b/a} par rapport au cercle unité.

### Enveloppe de cercles
Le limaçon est l'enveloppe de tous les cercles passant par un point fixe (O) et dont le centre est sur un cercle donné. 
Le limaçon d'équation polaire {\displaystyle r=a+b\cos \theta ~}  est l'enveloppe des cercles passant par O et dont les centres sont sur le cercle de centre B(b;0) et de rayon a.

### Ovale de Descartes
Pour {\displaystyle a\neq b}, un limaçon de Pascal d'équation {\displaystyle \rho =a+b\cos \theta } est un ovale de Descartes complet de foyers O et {\displaystyle F\left({\frac {b^{2}-a^{2}}{2b}},0\right)} - foyer double - d'équation {\displaystyle \left|aOM\pm bF_{1}M\right|=bOF_{1}}

### Note
1. ↑  La courbe en équation polaire et la courbe en équation quartique coïncident sur tous leurs points à l'exception de l'origine qui est toujours un point de la quartique mais n'en est pas un pour le limaçon si  a > b. Teixeira ($ 215 p. 202) indique que dans ce cas, l'origine est un «point isolé» de la courbe.
2. ↑   L'ouvrage n'est publié qu'en 1693, mais dès 1640, on sait par une lettre de Roberval à Fermat, qu'il travaille sur le sujet (cf Guillaume Moussard (collectif), Histoires de Calcul infinitésimal : De l'étude des courbes aux dérivées et aux intégrale, Éditions Ellipses, 2022, 28)
3. ↑  Dürer parle de ligne arachnéenne, par allusion à l'araignée d'un astrolabe[Information douteuse] : cf. Albrecht Dürer (trad. de l'allemand par Jeanne Peiffer), Géométrie [« Underweysung der Messung »], Paris, éditions du Seuil, 1995, 410 p. (ISBN 2-02-012427-0), p. 183
4. ↑  Dans Alberti Dureri  Institutionum Geometricarum Libri Quatuor (1605), p. 37, planche 40) à cause de sa similarité avec les pieds d'une araignée ( L'Intermédiaire des mathematiciens, vol. IV, 1894 (lire en ligne), p. 13).
5. ↑   Cette équation est bien celle d'une droite à l'exception du cas a=b et {\displaystyle \theta =\pi }, seul cas où le vecteur d'affixe {\displaystyle a\mathrm {e} ^{i\theta }+b\mathrm {e} ^{i2\theta }} est nul.

### References
1. 1 2 3 4 5 6  Robert Ferréol, « Limaçon de Pascal », sur Encyclopédie des formes mathématiques remarquables
2. ↑  Teixeira 1909, p. 207.
3. ↑  Teixeira 1909, $ 214.
4. ↑  Teixeira 1909, $ 221 p.205.
5. 1 2 3  Teixeira 1909, $ 213.
6. ↑  Descartes - Œuvres, vol. XII : Vie et œuvre de Descartes, Charles Adam et Jules Tannery  (Wikisource), p. 209, note c
7. ↑  Underweysung der Messung, planche 40)
8. ↑  Teixeira 1909, p. 205.
9. ↑  Teixeira 1909, § 216.
10. ↑  Teixeira 1909, p. 203.
11. ↑  (en) C. G. Gibson, Elementary Geometry of differential curves : An Undergraduate Introduction, Cambridge University Press, 2012 (ISBN 9781139173377), p.71
12. ↑  Teixeira 1909, § 228.
13. 1 2  Teixeira 1909, § 229.
14. ↑  Teixeira 1909, $ 218.
15. ↑  Teixeira 1909, $ 219.
16. ↑  Wells 2000, p. 125.
17. 1 2  Teixeira 1909, § 223 p.207.